# فيليب لي باس
فيليب لي باس (بالفرنسية: Philippe Le Bas)‏ هو مترجم وأمين مكتبة وعالم إنسان فرنسي، ولد في 18 يونيو 1794 في باريس في فرنسا، وتوفي بنفس المكان في 19 مايو 1860.